# Osmia novaescotiae
Osmia novaescotiae är en biart som beskrevs av Cockerell 1912. Osmia novaescotiae ingår i släktet murarbin, och familjen buksamlarbin. Inga underarter finns listade i Catalogue of Life.